# 徐步高
徐步高（英語：Tsui Po-ko；1970年5月17日—2006年3月17日），生於福建邵武，香港警員，2001年伏擊並槍殺警員梁成恩並搶其佩槍，2001年在銀行行劫槍殺護衛Khan Zafar Iqbal，2006年3月17日埋伏在尖沙咀行人隧道為了搶槍伏擊軍裝巡邏小隊警員曾國恒、冼家強，最終和曾國恒一同中槍身亡。三案合稱「徐步高槍擊案」。由於「警察殺警察」少有，他在成長時的個人性格、心理引起傳媒廣泛議論，促成香港警務處對新入職警員的心理審查。

## 家世
徐步高原名徐長高（閩贛語邵武話：tʰy hoŋ kau），1970年生於福建省邵武縣，正值文化大革命。家族曾是當地木材巨賈，兼營百貨，富甲一方，1949年後中共邵武縣委將他家族的出身成分劃為「大地主」，沒收家產，自此一蹶不振。徐步高父親徐友昌是3兄弟中排行最幼。在1978年的逃港潮，徐長高和母親張維美移民英屬香港，翌年弟弟徐步雲與父親跟隨。移民香港後，改名「徐步高」。

## 個人生活
他在觀塘官立工業中學（今觀塘功樂官立中學）就讀，中學四年級時為理科生，因為成績差而被日校停學，改在夜校留級，他在22歲時再戰香港中學會考，8科中有3科合格，後來再次會考，達致5科合格，符合投考成為警員的基本成績要求。中學畢業後，徐步高曾經從事多份職業，包括在東區海底隧道任職二級交通督察，香港義勇軍及香港輔助警察隊服務，並且曾經旅居歐洲9個月。1993年4月23日加入香港警務處。1995年，徐步高與任職社會工作者的女朋友結婚，婚後兩人育有一女，一家三口居住在東涌裕東苑，其興趣為旅行及運動，曾經參加馬拉松、毅行者及由警務處舉辦的體育比賽等，工餘時亦有參與滑翔傘活動。
1999年4月17日，徐步高以頭籌購入東涌東堤灣畔五座一個面積769呎的單位，購入價為260多萬港元，當日奪得頭籌的他興奮地向傳媒舉出勝利手勢，更表示「樓市一定會升」、「樓股皆向上」等，其後他將該單位放租，由於樓市下跌，令其帳面上虧蝕逾70萬元。2002年起，徐步高瞞著妻子向自己一位居住在旺角廟街的張姓友人借用其住址，作為與銀行通訊之用，投資戶口包括中銀香港、恆生銀行、大福證券等，另有外匯投資，投資額以萬元計。2004年10月，徐步高的母親張維美把15萬港元存入徐步高的中銀儲蓄戶口作投資用途，兩星期後徐母在大福證券開設一個證券戶口。在2005年2月，徐步高把35萬港元現金存入徐母的大福證券戶口內，讓徐母投資，而徐步高本人亦於同年11月獲授權可動用此戶口的資金，徐母在庭上亦承認戶口實質由徐步高操作。
2000年6月8日，徐步高在北京天安門廣場遇到河南探險家李靖，得悉他將駕駛單車參加寧夏舉行的「中國銀川國際摩托節」，於是決定結伴同行。兩人於6月23日凌晨2時抵達，可惜摩托節已經閉幕。主辦活動的銀川市摩托車組委會祕書長陳鋒得悉兩人的經歷後，主動接待兩人3至4日，並且安排《新消息報》記者採訪徐步高。陳峰送贈了大會的紀念品──上衣及紀念座，予徐步高。
2001年10月，徐步高攜同妻子參加亞洲電視遊戲節目《百萬富翁》，連續答對10條問題，結果於回答第11條問題時出錯，問題為：香港會議展覽中心規模僅次於哪個國家？選择有為日本、中國、新加坡及馬來西亞，正确答案為日本，惟两人拒絕使用錦囊，結果贏得60,000港元獎金。
徐步高曾經隱瞞家人在1999年至2005年期間在香港及深圳消遣，包括定期光顧指壓中心、卡拉OK夜總會及嫖妓等。2004年8月7日，徐步高與友人在東薈城的賽馬會投注站投注，期間徐突然掏出75,000港元現鈔，下注在當晚舉行的亞洲盃足球賽決賽－中國對日本的賽事，兩人合注8萬港元投注日本勝，賠率為2.8倍，結果兩人贏得224,000港元，徐分得21萬港元，及著友人暫時保管，兩日後再存入其戶口。

### 任職警察
徐步高於1993年投考加入皇家香港警務處，成為警員，在警察訓練學校畢業時獲得頒授銀笛獎；徐步高的射擊技術相當優異，在警察訓練學校練靶場及模擬銀行劫案中的射擊訓練均全部命中目標，獲得滿分。在2001年至2005年年期，徐步高接受每季一次的射擊訓練及週年考試，每次均48發全部命中目標，獲得滿分，而根據練靶場紀錄，徐以右手開槍。此前，徐步高在香港義勇軍服務時，曾經訓練左手開槍，他本人曾經向上司表示，自己左右手開槍皆靈活。徐步高曾經向胞弟及友人表示警務沉悶、浪費青春，並且有意辭職。1994年至2005年年間，徐步高先後被派駐東九龍總區警察機動部隊、機場警區（啟德）、機場警區（赤鱲角）、青衣分區、大嶼山北警區及所屬的竹篙灣警崗，擔任警車車長及駐守於軍裝巡邏小隊。
徐步高在1996年至2001年間，先後4次報考「警員／高級警員擢升警長升級檢定考試」，其中於2000年8月舉辦的一次考試，他以68分成為在2,105名考生中的優異生，獲得警察官方刊物《警聲》訪問。1998年7月，由於徐步高處事冷靜，能夠獨立地處理糾紛而獲得上級賞識，推薦徐參加晉陞警長的面試遴選，惟其資歷與累積的「指揮官嘉許」不足，晉陞失敗。雖然徐其後多次報考晉陞警長的筆試，惟自1999年起再無向上級自薦晉陞。1999年至2003年間，徐步高前後3次投考機場特警組，第一次因為性格過於自我，不接納他人意見而不被錄用；另外兩次則是因為體能不合格而不能通過遴選。
徐步高多次轉換崗位與晉陞均不成功，接連作出一些怪異行為，例如於2002年至2005年駐守青衣分區軍裝巡邏小隊期間，徐曾經在一更內發出30張檢控違例告票，在警署每月月結上，徐的檢控違例告票發出數量更是整個青衣分區之總和；徐步高前往中國大陸消遣時，在羅湖關卡高呼「平反六四、打倒共產黨」的口號；在警署餐廳用餐時又高唱中華人民共和國國歌；於2004年7月1日，以披麻戴孝的打扮，手持寫有「民主」二字的相架，高調參與七一遊行。

## 涉嫌參與罪案及死因聆訊

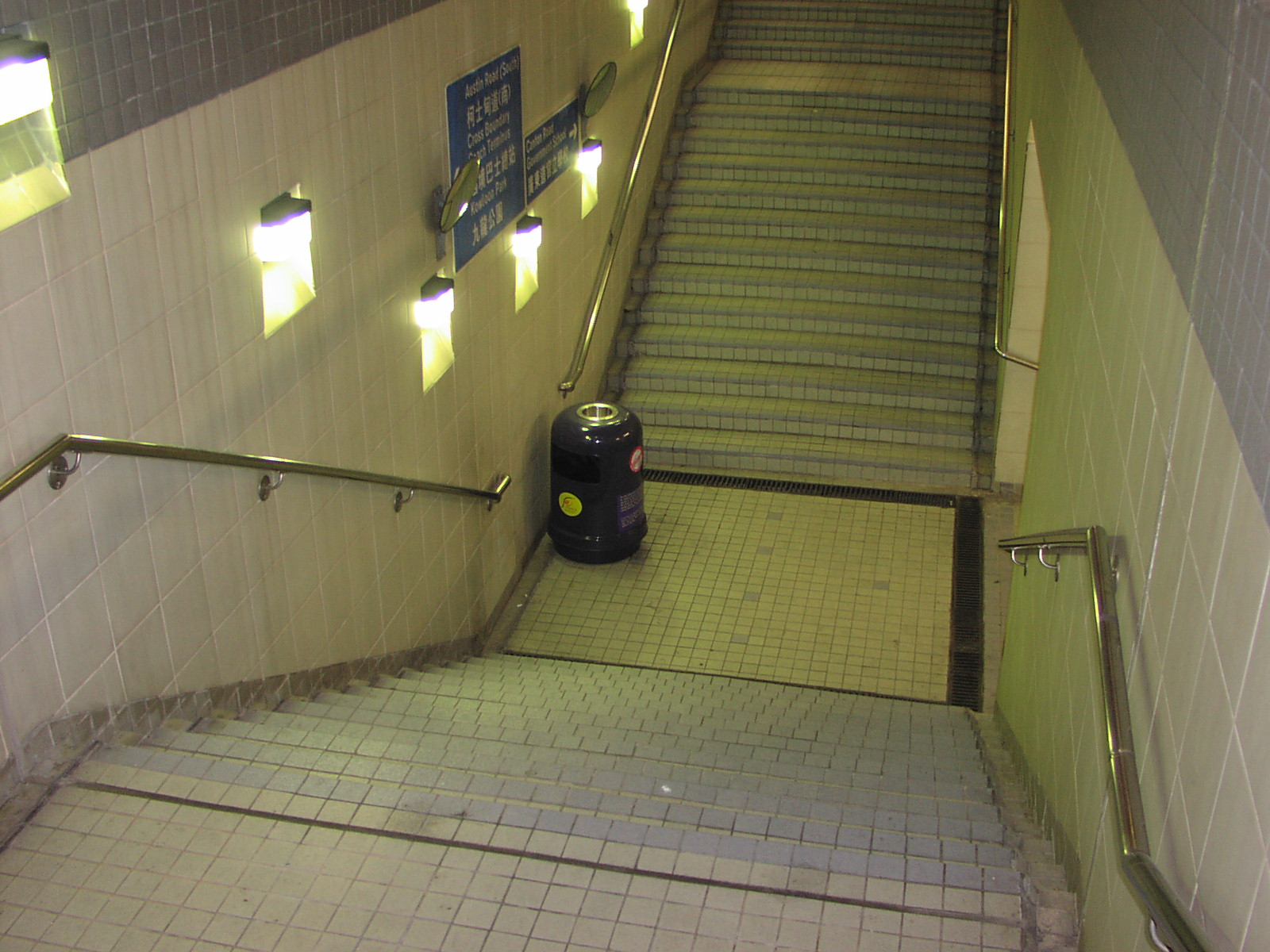
冼家強與徐步高發生糾纏的隧道平台。經過近距離槍戰後，兩人躺臥在平台左上角，開火還擊的曾國恒則躺臥在平臺右下角的梯間

警方很快鎖定徐步高為嫌疑人。軍械鑑證科證實徐步高在尖沙咀警員槍擊案中所使用的史密斯威森軍警型左輪手槍為殉職警員梁成恩被搶去的佩槍，相信徐步高涉嫌參與石圍角邨殺警案及麗城花園劫殺案，有關調查於2006年年底完成，大量證據顯示徐步高涉及上述3宗案件：
- 石圍角邨殺警案中，死者梁成恩身旁一個懷疑屬於兇手的口罩，上面有死者和一名不知名男子的脫氧核糖核酸樣本[21]。在與徐步高的脫氧核糖核酸檢驗比對後，證實兩者吻合[f][22]。
- 麗城花園劫殺案中，匪徒穿著一件右胸有一個三角標誌的紅衣和美津濃球鞋[g][23]及深綠色頭套。警務人員在徐步高位於東涌的住所搜查，先後檢走逾60件證物及27盒生活錄影帶[h][24]，徐步高在影帶片段曾經穿著同款的運動鞋及相當類似的紅色上衣。
- 警察調查徐步高及妻子的八達通紀錄，發現兩人有交換使用八達通卡的習慣；其他發現他曾經在兩宗案件發生前多次前往案發現場，而兩宗案件都發生在他當值執勤前的空檔[25]。
- 警察調查發現徐步高在麗城花園劫殺案後，其銀行戶口內出現總值約558,000港元的不明款項，而款項以現金存入的方式，存放在他個人開設的19個私人戶口內，以其張姓友人於廟街的住址作通訊地址，全部在2001年12月後開設。[26]。另外，徐步高在該案後出境記錄53次，先後到中國大陸35次和到澳門7次，其中有與家人旅遊澳洲和加拿大，亦與朋友紐西蘭歷險及旅遊其他多個國家，消耗近20萬港元。警察認為以他的家庭收支，難以負擔有關旅費，因此資金明顯來歷不明[27]。
- 警察發現徐步高於2006年3月16日晚上11時48分（尖沙咀警員槍擊案發生前一個半小時左右），下班離開大嶼山北警署，徒步前往東涌裕東苑停車場取用電單車，以4分鐘時間駕駛電單車前往逸東邨家興停車場。其後，他轉為駕駛一部報失的客貨車，由東涌開往油麻地官涌街，泊車後步行抵達案發現場，警察模擬其所需時間約為33分鐘，推測他於當晚12時21分抵達現場。探員在徐步高的電單車搜獲與他離開警署時穿著類似的衣物，相信他在出發之前曾經易容及更衣[28]。
- 警察在徐步高的電單車撿獲一張記錄了巡邏警察人員到達廣東道政府合署的簽到時間及人員數目等資料的紙張，由此可以分析廣東道行人隧道是尖沙咀分區及油麻地分區的交界，兩區人員巡邏時都會經過隧道，惟由不同出口離開，路線不會重疊。警察懷疑有人刻意抄下兩區人員簽到時間，得悉凌晨1時半前兩區人員均不會同時在隧道內出現[29]。

死因裁判法庭於2007年2月26日起合併審理涉及徐步高的3宗開槍引致4人死亡案件的死因聆訊，聆訊共進行36日，由陳碧橋擔任死因裁判官。警務處所提交的死因調查報告交代三案的調查結果、徐步高的背景及個人財務狀況等。同年4月25日，陪審團一致裁定徐步高是殺害梁成恩、Khan Zafar Iqbal和曾國恒的兇手，而曾國恒在遇襲時開槍還擊，法庭裁定徐步高被合法殺死。

### 跟蹤政要及解放軍駐港部隊
有組織罪案及三合會調查科在東涌警署由徐步高所使用的儲物櫃內，發現兩本日記簿及一份綠色文件夾，記錄徐步高於2005年曾經跟蹤多名政治人物，包括鄉議局主席劉皇發、香港立法會議員黃宜弘和香港特別行政區基本法委員會委員鄔維庸，載有跟蹤內容、定時觀察及車牌紀錄，又記錄民建聯立法會議員陳鑑林、馬力、張學明及工聯會議員陳婉嫻座駕的車牌，記錄了香港行政長官董建華居住在嘉慧園。日記亦記載了解放軍駐港部隊在槍會山軍營及白加道司令員官邸的守軍換班時間，動機未明。

## 心理分析

### 成長階段

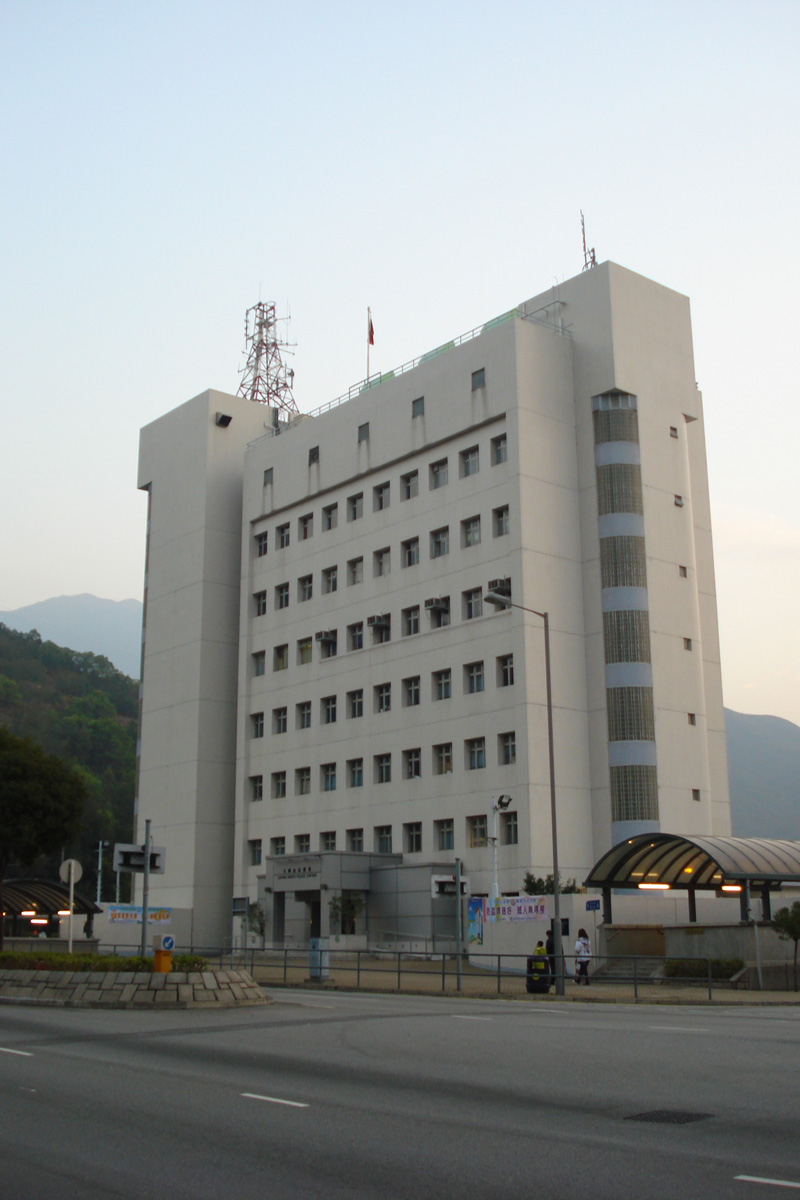
徐步高生前駐守的大嶼山北警署。他於2006年3月16日晚上11時48分下班離開警署後，策動翌日凌晨發生的尖沙咀警員槍殺案

心理服務課警察臨床心理學家徐佩宏透過家庭訪問及徐步高生前寫給妻子的16封私人信件，分析徐步高的成長階段。童年時代，徐步高被父母刻意栽培為愛國青年，刻苦耐勞，有高度的自信心與自律能力。徐步高並無不正常的經歷，儘管於7歲時遷居香港存有適應問題，只是整體生活快樂活潑，他亦學會壓抑情緒及掩飾痛苦。青年時期的徐步高非常懂事，廣泛的閱讀使到他比較同輩突出，而他亦試圖證明自己獨立，可以照顧自己。徐步高的父母於1990年婚變，及其本人的會考成績不理想，對徐步高造成一定打擊，徐步高將責任歸咎於父親，並且隱藏自己的悲痛。
1993年至1998年期間，是徐步高加入警務處及建立家庭的人生階段。雖然徐步高在警察訓練學校表現出色，惟開始遇到不少負面評價，被同學批評為自私及傲慢等，徐步高經常以其在學堂的優異成績來表現自己，不過上司對其表現評價一般，使到他雖然在學校及內部考試成績均優異，仍然沒所作為。徐步高於加入警務處前認識其妻子，兩人結婚後建立了甚為美滿的家庭，在此階段徐步高的生活亦算健康正常，面對晉陞警長失敗亦沒埋怨別人，只覺得自己原地踏步，一無是處。1998年，徐步高母親向徐步高坦誠婚變是個人責任，與他父親無關，令到徐步高無法理解，他的思想與行為亦多次出現矛盾。同年，徐步高向妻子留下16封信件後，與胞弟前往中國大陸展開3,000公里長的單車之旅，以抒解工作與生活所遇到的困難。
1998年至2001年期間，是徐步高心理狀況的轉折期。徐步高放棄晉陞警長，並且申請任職車長10年，後來他感到後悔，同時多次申請加入精英部門，惟不成功。徐步高放棄晉陞警長，卻連續參加升級筆試，成績理想雖然令他自覺比較優勝，而工作上亦一直期待表現與挑戰自己，惟不獲上司的認同，事業原地踏步，對徐步高帶來不忿與不安。個人生活方面，結婚後遷居東涌的徐步高感到自己跟家人與朋友疏離，生活苦悶單調，因而曾經有過離婚的打算，並且開始嫖妓解悶。
2001年，踏入30歲的徐步高突然得到一筆來歷不明、約50萬港元的金錢，其後向友人借出地址以申請12個投資戶口、8個儲蓄戶口，總共存入55.7萬港元。徐步高面對這筆「不義之財」，令到一向奉公守法的他內心掙扎不已，即使於2002年與家人同遊加拿大仍然難以開懷。徐步高於1998年致函妻子的信件中透露，他打算還錢予父親，惟徐父於2002年要求他償還近80萬港元欠款，以幫助他置業，卻遭到當時擁有50餘萬港元儲蓄的徐步高所拒絕。專家認為徐步高的反常做法，顯然在動用這筆款項上有「難言之隱」，本身亦為了秘密管理金錢而造成了極大的困擾。2003年，徐步高在金融市場上投資失利，損失了37萬港元，令他懷疑自己的能力，感到混亂與沮喪，但是無處宣洩，加上晉陞屢遇挫折，令他的怪異行為於2004年升級，例如他在申請智能身份證時，無端在職業一欄上填上「無業」，而不願意寫上警察的身份。他亦開始對政治感到高度熱情，深信要剷除虛偽的統治者，又曾經在警署飯堂用膳時無故大聲唱起國歌，又大叫共產黨下台。
徐佩宏並假設徐步高涉及三宗案件分析其心理，推斷徐在梁成恩案前已經策劃行劫，而他本身升職不遂，加入精英部門又不成功，令其挫折感加劇，更認為自己是制度的受害者。故此希望借搶奪警槍以辱警隊，當時未必打算殺人，但是他在案發後必須將事件合理化，不斷說服自己：他所殺死的梁成恩及Zafar Iqbal Khan護衛會由警務處及銀行來協助兩人的家屬，藉此降低罪惡感。而2001年的兩宗案件則使到徐步高內心不安，令其心理問題持續惡化，加上2003年至2004年年度，他首次在評核報告中成績退步，導致他再次萌生犯罪計劃，自信奪取兩支警槍為使命，惟難度更高，他可能計劃了數個月，亦顯示他自信及能單獨行動。

### 迷亂理論
當警方消息於2006年3月17日下午公佈了疑犯是徐步高之後，香港多份報章均於2006年3月18日刊登了香港城市大學犯罪學課程研究中心主任黃成榮的訪問，以剖析其犯罪的心理因素。黃成榮認為，徐步高出現了迷亂理論的情況。他將徐步高個案套用在理論上，指出他因為在多次考試中都不能成功晉陞，引起了他對上司的不滿，但又不能向其反映意見，結果只好在外面的世界尋求滿足和成功感而犯案，目的是宣洩不滿的情緒。而徐步高的內向性格，令他可能會把自己看作為受害人，並形成了自己永遠是最好的自大心理，而其他人則是錯誤的偏執想法，造成他表面上仍極度理智、深藏不露，家人及同僚未必能夠察覺有異樣。
黃成榮認為徐步高曾因在警隊的升級檢定試取得優異成績，而獲得警隊官方刊物《警聲》訪問，令他對升級為警長存有很大期望。可惜其後屢次考試均告失敗，令他有感「時不予我」及委屈，印證了「迷亂理論」及當中的「心理變異」狀態，故此只好透過搶奪手槍及行劫來取得財富而達至個人滿足，以彌補未能升級的「金錢損失」及「心理創傷」。由於徐步高是曾接受嚴格訓練的警員，熟悉警方辦案手法，加上警方掌握徐步高的資料，他為了其身份不被揭露，故他犯案時，他需要戴假髮來掩飾，並在犯案時必須殺死有關的人士，以免警方能夠從線索中追查出其真正身份。

### 分裂性人格障礙
警方邀請美國聯邦調查局刑事調查專家麥克納馬拉（James J. McNamara）對徐步高的人格作心理評估。他根據警方提供的證人供詞，認為徐步高可能患有分裂性人格障礙。他指徐步高相當注重個人體能，但只喜愛個人運動，不會出席同僚的飲宴及慶祝等社交場合，可見他為人孤獨，不需要社交成就，只爭取事業上成功。可是他4次投考警察精銳部隊失敗，加上不理解自己「努力不懈地」發出違例告票卻得不到上司賞識，反而上司要求他多做打擊罪案工作，而不是抄牌，徐步高又未能滿足指示，認為上司針對他，構成很大挫敗感。最後追求刺激的他遂將想法付諸行動，去埋伏及殺害同袍，甚至光天化日下打劫，以追尋於軍裝生活中得不到的滿足感。
然而，有關觀點被其後出庭作供的青山醫院法醫精神科主管阮長亨反駁，他指有關說法只是片面評估徐步高的心理狀況，而且涉及人格障礙的特徵必須持續出現，並對當事人構成很大痛苦，才可判定他屬精神病患者。徐步高於工作上無顯著退步、與家人有親密關係、性格亦無特殊改變，故不能滿足精神病者應具備的診症標準。他指徐步高自戀、妄想及反社交，屬對社會有特殊想法的「性格問題」，而不一定是分裂性人格障礙。

### 唐吉訶德式幻想
警方邀請澳洲昆士蘭科技大學犯罪學系主任教授博漢士（Roderic Broadhurst），分析徐步高的犯罪心理。他指徐步高說話帶有鄉音，存有異鄉人心理，雖然聰明而沒有機會繼續高等教育，在警隊又對事業不滿，與同事關係一般，一直鬱鬱不得志。在尖沙咀警員槍擊案發生前幾天，徐步高曾經在竹篙灣警崗受到女上司批評其工作和文書能力，可能激發他潛藏的挫敗及羞恥情感。在人際關係方面，徐步高與他人表面友好，實際上並不鞏固。徐步高與妻子關係因1998年發生婚姻危機而疏離，雖然他曾經寫信給妻子承認不忠，並因女兒其後出生而令關係一度修復，但他並沒有戒絕婚外性行為，兩人關係可能因為幼女而勉強維繫。而根據徐步高胞弟的證供，博漢士指徐步高不想與妻女同住，甚至認為妻子是他與朋友及家人疏離的原因。
博漢士推斷徐步高可能有唐吉訶德式幻想，認為自己能改變世界。徐步高喜歡閱讀中外戰史，並高調表示自己對政治領導不滿，可能覺得自己能夠成為政治人物；而徐步高在家中床頭貼著寫有以下句子的A4紙張：

- 活著，我該做什麼？

- 我生活的意義是什麼？

- 和平、安逸只會造成停頓

- 衝突及對抗、戰爭才有新生

- 古時　無知創造神。雷電、火山、颱風，人們無法解釋，就用神解釋

- 術士、巫師、修士、教宗有代神說話，統治階層成形

- 統治階層不能容忍人們對神的懷疑，這減低其合法性認受性

- 人生的目的是什麼？
顯示徐步高想從普通人，昇華到「神」的層面。徐可能以為自己超越或幻化為「神」，因為只有「神」才有權力奪去他人生命。博漢士認為徐步高有格鬥性的性格傾向，加上其人格障礙，促使他以暴力解決問題，而他在1999年購入的東堤灣畔物業投資，承受經濟損失，博漢士相信徐步高認為是政府一手造成，並遷怒於象徵政府權威的警隊之上，因此使命感驅使及權力控制，是與本案有關的部分犯罪動機。而依據性格推測，徐步高認為無人可理解他，對他人不信任，相信徐步高犯案時不會有同黨。

## 媒體
尖沙咀警員槍擊案發生後，傳媒就事件進行連續幾個星期的大篇報導，傳媒很快將矛頭指向涉嫌行兇的徐步高身上。幾份銷量大報冠以「魔鬼警察」、「狂魔」、「魔警」等標籤，對徐進行媒體審判。有媒體刊登不少有待求證的新聞資料，例如「第四人呼之欲出」等，後來都被警方否認。
由於徐步高生前與妻子曾參加亞洲電視的電視遊戲節目《百萬富翁》，亞視其後表示為回應觀眾的網上留言，特別將有關片段剪輯，製作成《徐步高事件實錄》，於2006年3月25日晚上7時35分播出，由藝員黃璦瑤主持。該節目約長半小時，剪輯了相關案件的新聞片段，並完整播放徐步高與妻子（徐妻樣貌及聲音經過特別處理）參加《百萬富翁》的9分鐘片段。該節目原本打算邀請心理專家分析徐步高答問時的心理及性格，但最後取消該環節，只訪問《百萬富翁》節目主持人陳啟泰，憶述對徐的模糊印象。該節目未播出就已惹得議論紛紛，徐步高的遺孀更於當日下午致電亞視綜藝、公關及宣傳副總裁葉家寶，要求取消重播計劃，但亞視方面只保證會處理畫面，並拒絕其要求。結果，該節目如期播出，並錄得平均收視15點，觀眾收看人數達57%（相等於1,028,160人收看）。同時，廣播事務管理局接獲602宗投訴，指亞視播放該節目的做法不顧徐家感受、令人不安、不宜於合家欣賞時間播出、對警方調查構成不公，以及節目對徐步高造成人身攻擊等。
其後徐步高的遺孀更發表聲明，希望傳媒給她及家人留一點空間，以免令她們感到生活雪上加霜；傳媒對牽涉案情的其他受害者家屬亦不放過，殉職警員梁成恩的未婚妻亦先後兩次作出聲明，請求傳媒不要再干擾她的私人生活。

## 外部連結
- 香港電台「新聞專題 - 槍擊案死因研訊」 （页面存档备份，存于）